# VI. Ramszesz
VI. Ramszesz (uralkodói nevén Nebmaatré Meriamon; ? – i. e. 1137) az ókori egyiptomi XX. dinasztia ötödik fáraója i. e. 1145-től haláláig. Sírja, a Királyok völgye 9. nincs messze Tutanhamon sírjától (KV62).

## Származása, útja a trónig
Dinasztiája legnagyobb fáraójának, III. Ramszesznek egy fiatalabb fia volt; a nagy királyi hitves, Iszet Ta-Hemdzsert két ismert fiának egyike. Eredetileg Amonherkhopsefnek hívták. Apjuk halála után Amonherkhopsef bátyja, IV. Ramszesz lépett a trónra, akit fia, V. Ramszesz követett. V. Ramszesz alig pár év uralkodás után meghalt, egyes feltételezések szerint viszály zajlott közte és Amonherkhopsef közt, aki unokaöccse halála után felvette a Ramszesz nevet és trónra lépett.

## Családja
VI. Ramszesznek egy felesége ismert, Nubheszbed királyné. Három gyermekéről tudni utódján, VII. Ramszeszen kívül: leánya, Iszet a befolyásos Ámon isteni felesége főpapnői pozíciót töltötte be; Amonherkhopsefet a Királyok völgye 13. sírhoz épített új mellékkamrában helyezték örök nyugalomra, neve a sírból ismert; Panebenkemet herceget apja egy szobrán ábrázolják, mely ma a Luxori Múzeumban található.

## Uralkodása
Abból, hogy VI. Ramszesz kisajátította unokaöccse, V. Ramszesz sírját és halotti templomát is – V. Ramszeszt csak utódja 2. uralkodási évében temették el, ekkor találtak másik sírt neki –, valamint hogy a feljegyzések alapján a Dejr el-Medina-i munkások egy meg nem nevezett ellenségtől féltek, egyes tudósok arra következtetnek, hogy viszály zajlott V. és VI. Ramszesz közt, de ez nem bizonyított. Igaz, arra sincs bizonyíték, hogy ne lett volna viszály – a legtöbb tisztviselő ugyan, aki V. Ramszeszt szolgálta, VI. Ramszesz után is megtartotta pozícióját, ez azonban nem elegendő bizonyíték arra, hogy problémamentes volt a trónutódlás, mert a XVIII. és a XIX. dinasztia végének nem túl harmonikus viszonyai közt is előfordultak egymás után több uralkodót szolgáló tisztségviselők.
VI. Ramszesz uralkodása alatt folytatódott Egyiptom politikai és gazdasági hanyatlása. Ő az utolsó fáraó, akinek nevét kánaáni források említik. Thébában Ámon főpapja, Ramszesznaht hatalma egyre nőtt a fáraóé rovására, annak ellenére, hogy Ramszesz lánya, Iszet fontos pozíciót töltött be a papságban mint Ámon isteni felesége.
Hogy legalább 8 évig uralkodott, azt igazolja egy falfelirat, mely megnevezi Ramszesznaht főpapot is. Raphael Ventura az 1907+1908 Torinói Papirusz vizsgálata alapján megállapította, hogy Ramszesz nyolc teljes évig uralkodott Uralkodása nyolcadik évfordulója után két hónappal halt meg, fia, VII. Ramszesz követte a trónon.
Ramszesz sírjába nem sokkal halála után betörtek. A sírrablók kifosztották a sírt és megrongálták a múmiát, miközben leszedték róla az ékszereket. A múmiát 1898-ban a KV35-ös sírban találták, a vizsgálat kimutatta, hogy fejét és törzsét baltával teljesen összetörték. Ramszesz sírja védte meg a sírrablóktól Tutanhamon sírját, melyet 1922-ben nagyrészt érintetlenül találtak meg, Ramszesz sírjának építésekor ugyanis a törmeléket Tutanhamon sírjának bejárata elé hordták, és teljesen eltakarta azt.

## Titulatúra
A fáraók titulatúrájának magyarázatát és történetét lásd az Ötelemű titulatúra szócikkben.
| G5 |

| G5 |

| E2 · D40 | O29 · D36 | Y1 · n · M3 | Aa1 · t | D43 · Z2s | s | S34 | N19 |

| E2 · D40 | O29 · D36 | Y1 · n · M3 | Aa1 · t | D43 · Z2s | s | S34 | N19 |

| E2 · D40 | O29 · D36 | Y1 · n · M3 | Aa1 · t | D43 · Z2s | s | S34 | N19 |

| E2 · D40 | O29 · D36 | Y1 · n · M3 | Aa1 · t | D43 · Z2s | s | S34 | N19 |

| G5 |

| G5 |

| E2 · D40 | O29 · D36 | Y1 · n · M3 | Aa1 · t | D43 · Z2s | s | S34 | N19 |

| E2 · D40 | O29 · D36 | Y1 · n · M3 | Aa1 · t | D43 · Z2s | s | S34 | N19 |

| E2 · D40 | O29 · D36 | Y1 · n · M3 | Aa1 · t | D43 · Z2s | s | S34 | N19 |

| E2 · D40 | O29 · D36 | Y1 · n · M3 | Aa1 · t | D43 · Z2s | s | S34 | N19 |

| G16 |

| G16 |

| wsr | s | T16 · O4 | D46 · Y1 | D43 | I8 | Z3 |

| wsr | s | T16 · O4 | D46 · Y1 | D43 | I8 | Z3 |

| G16 |

| G16 |

| wsr | s | T16 · O4 | D46 · Y1 | D43 | I8 | Z3 |

| wsr | s | T16 · O4 | D46 · Y1 | D43 | I8 | Z3 |

| G8 |

| G8 |

| wsr | s | M4 · M4 · M4 | W19 | N17 · V13 | M22 | M22 | n · n |

| wsr | s | M4 · M4 · M4 | W19 | N17 · V13 | M22 | M22 | n · n |

| G8 |

| G8 |

| wsr | s | M4 · M4 · M4 | W19 | N17 · V13 | M22 | M22 | n · n |

| wsr | s | M4 · M4 · M4 | W19 | N17 · V13 | M22 | M22 | n · n |

| M23 | L2 |

| M23 | L2 |

| N5 | nb | C10 | i | mn · n · N36 |

| N5 | nb | C10 | i | mn · n · N36 |

| N5 | nb | C10 | i | mn · n · N36 |

| N5 | nb | C10 | i | mn · n · N36 |

| N5 | nb | C10 | i | mn · n · N36 |

| N5 | nb | C10 | i | mn · n · N36 |

| N5 | nb | C10 | i | mn · n · N36 |

| N5 | nb | C10 | i | mn · n · N36 |

| M23 | L2 |

| M23 | L2 |

| N5 | nb | C10 | i | mn · n · N36 |

| N5 | nb | C10 | i | mn · n · N36 |

| N5 | nb | C10 | i | mn · n · N36 |

| N5 | nb | C10 | i | mn · n · N36 |

| N5 | nb | C10 | i | mn · n · N36 |

| N5 | nb | C10 | i | mn · n · N36 |

| N5 | nb | C10 | i | mn · n · N36 |

| N5 | nb | C10 | i | mn · n · N36 |

| G39 | N5 | \| \| |
|     |    |       |

|  |

| G39 | N5 | \| \| |
|     |    |       |

|  |

| C2 | F31 | O34 · O34 | C12 | R8 | S38 | O28 |

| C2 | F31 | O34 · O34 | C12 | R8 | S38 | O28 |

| C2 | F31 | O34 · O34 | C12 | R8 | S38 | O28 |

| C2 | F31 | O34 · O34 | C12 | R8 | S38 | O28 |

| C2 | F31 | O34 · O34 | C12 | R8 | S38 | O28 |

| C2 | F31 | O34 · O34 | C12 | R8 | S38 | O28 |

| C2 | F31 | O34 · O34 | C12 | R8 | S38 | O28 |

| C2 | F31 | O34 · O34 | C12 | R8 | S38 | O28 |

| G39 | N5 | \| \| |
|     |    |       |

|  |

| G39 | N5 | \| \| |
|     |    |       |

|  |

| C2 | F31 | O34 · O34 | C12 | R8 | S38 | O28 |

| C2 | F31 | O34 · O34 | C12 | R8 | S38 | O28 |

| C2 | F31 | O34 · O34 | C12 | R8 | S38 | O28 |

| C2 | F31 | O34 · O34 | C12 | R8 | S38 | O28 |

| C2 | F31 | O34 · O34 | C12 | R8 | S38 | O28 |

| C2 | F31 | O34 · O34 | C12 | R8 | S38 | O28 |

| C2 | F31 | O34 · O34 | C12 | R8 | S38 | O28 |

| C2 | F31 | O34 · O34 | C12 | R8 | S38 | O28 |

## Külső hivatkozások
| Előző uralkodó: V. Ramszesz | Egyiptom uralkodója i. e. 12. század XX. dinasztia | Következő uralkodó: VII. Ramszesz |